# Lagarto-de-cristal
O lagarto-de-cristal (Ophisaurus attenuatus) é um lagarto sem pernas [en] da subfamília das cobras-de-vidro (Anguinae [en]). A espécie é endêmica dos Estados Unidos. Duas subespécies são reconhecidas. Originalmente, acreditava-se que era uma subespécie do lagarto-de-vidro-oriental [en] (Ophisaurus ventralis). Seu nome vem de sua cauda facilmente quebrável, que pode se soltar sem nunca ser tocada. É difícil encontrar um espécime com a cauda intacta. O lagarto se alimenta de uma variedade de insetos e pequenos animais, inclusive lagartos menores. Sabe-se que cobras e outros animais atacam essa espécie. Os seres humanos têm participação na destruição de seu ambiente e na morte de seu suprimento de alimentos com inseticidas. O lagarto é considerado uma espécie pouco preocupante de acordo com a União Internacional para a Conservação da Natureza (IUCN), embora seja vulnerável em Iowa e ameaçado de extinção em Wisconsin. É importante observar que a espécie é frequentemente confundida com cobras. Os lagartos-de-cristal, no entanto, diferem das cobras por possuírem uma pálpebra móvel, que não existe nas cobras. Outra maneira de distinguir os lagartos-de-cristal das cobras é a presença de uma abertura externa no ouvido, que não existe nas cobras.

## Taxonomia
A espécie foi originalmente considerada pelo herpetologista americano Edward Drinker Cope como uma subespécie de Ophisaurus ventralis em 1880, com o nome de O. ventralis attenuatus. Foi somente em 1885 que o herpetologista britânico George Albert Boulenger reconheceu que se tratava de sua própria espécie. No entanto, a crença de Cope influenciou outros herpetologistas até 1949, quando outro herpetologista americano, Wilfred T. Neill [en], expressou sua crença de que Boulenger estava correto quanto a ser uma espécie distinta. A diferença entre essa espécie e o O. ventralis e outras espécies do gênero é que as manchas brancas em seu dorso estão localizadas nas bordas posteriores de suas escamas, sem que nenhuma das manchas esteja localizada principalmente no meio de suas escamas. Outra diferença distintiva é que essa espécie tem 98 ou mais escamas ao longo de sua dobra lateral. Na palavra Ophisaurus, orphis é o grego antigo para serpente ou réptil e saurus significa lagarto ou réptil. A palavra attenuatus vem do latim e significa “afilado, esticado, fino”.

### Subespécies
Lagarto-de-cristal-ocidental, O. a. attenuatus Baird em Cope, 1880:
- O lagarto-de-cristal-ocidental atinge uma média de 0,66 m. Ele pode ser encontrado em bosques ou encostas rochosas secas, na grama ou em tocas de pequenos mamíferos. A espécie pode se camuflar facilmente na grama alta devido à sua cor.[9]

Lagarto-de-cristal-oriental, O. a. longicaudus McConkey, 1952:
- Os machos são maiores do que as fêmeas, com cabeça e cauda mais longas. Os machos têm mais escamas acima da dobra lateral e ao longo do centro do dorso do que as fêmeas. Os machos maiores têm barras transversais brancas e cerosas na parte anterior do dorso, que têm um contorno preto e não estão presentes em machos e fêmeas menores.[10]

## Descrição

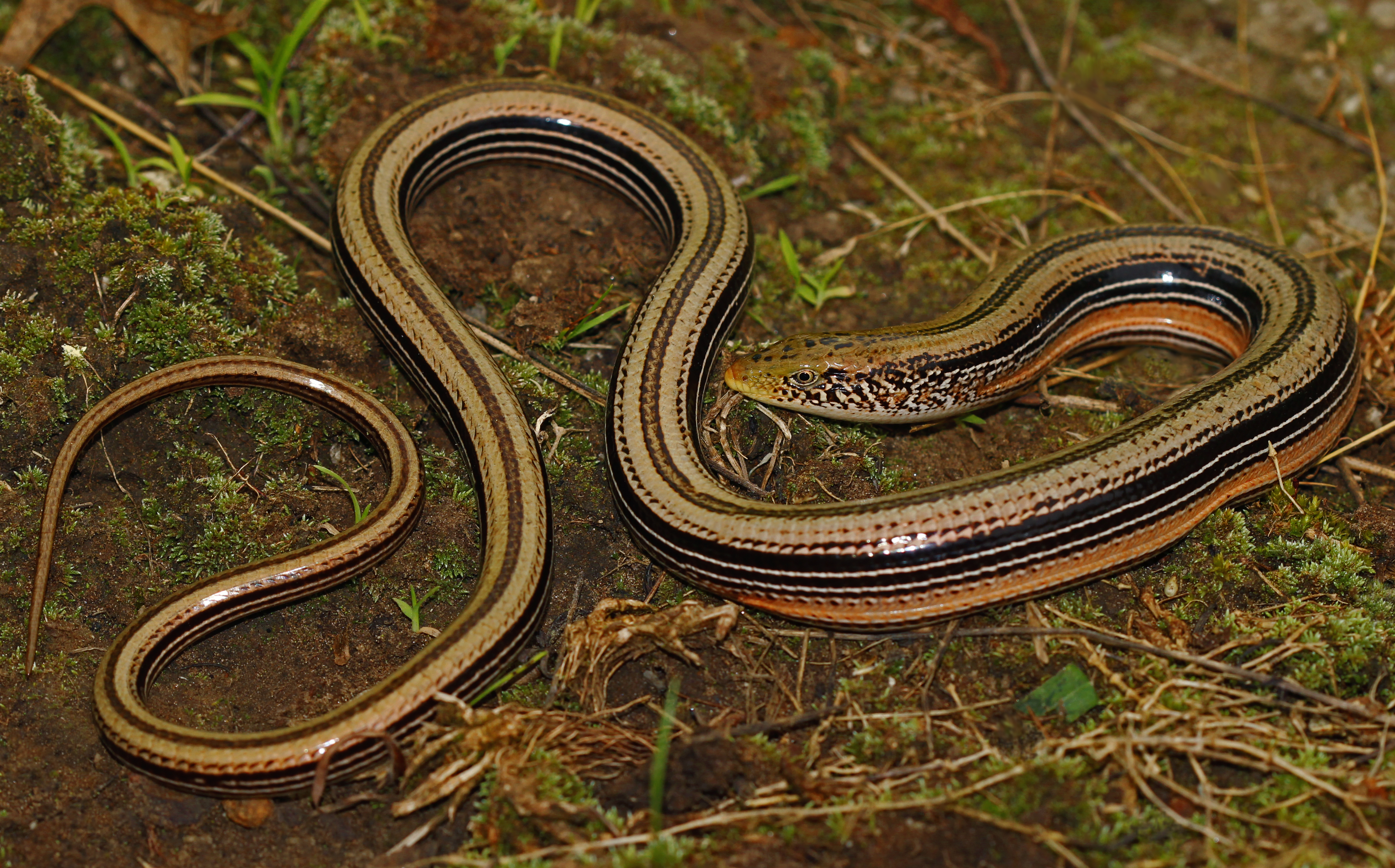
Lagarto-de-cristal-ocidental (Ophisaurus attenuatus attenuatus), Condado de Vernon, Missouri (14 de junho de 2019).

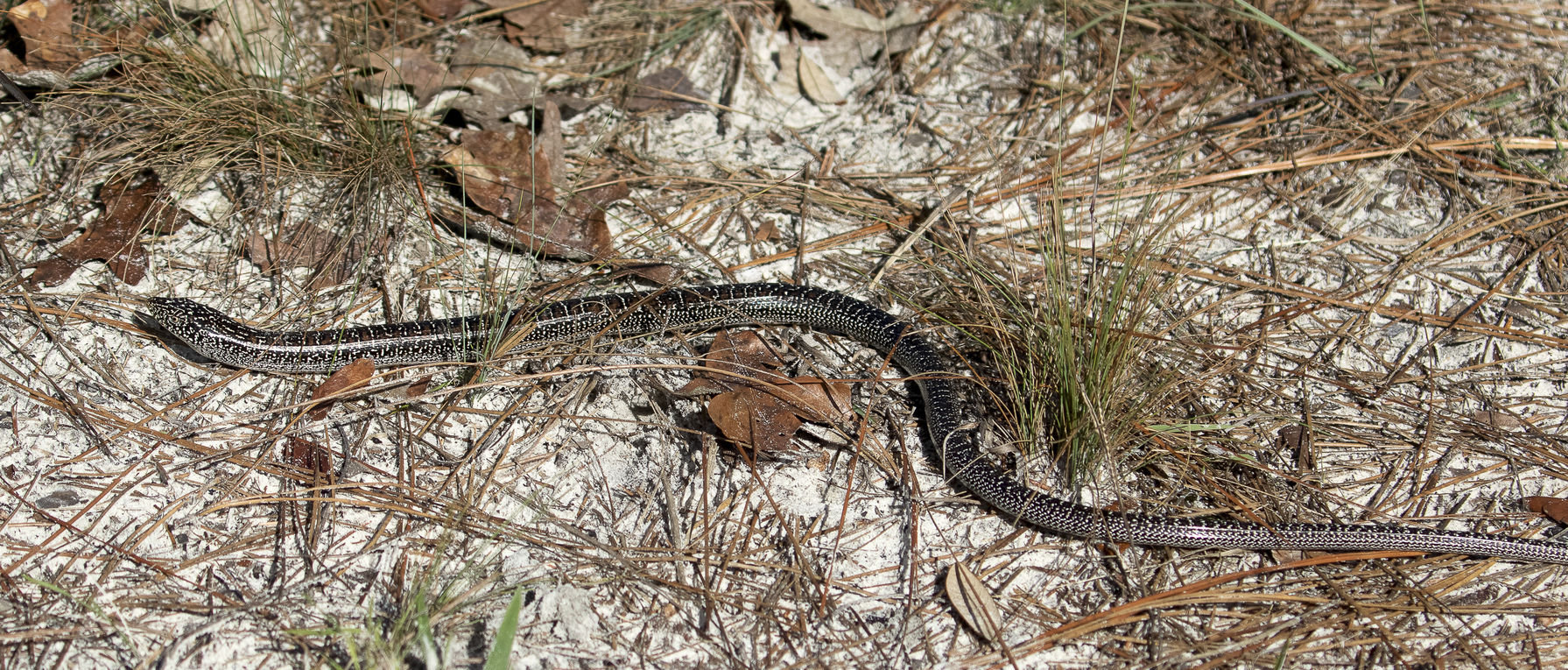
Lagarto-de-cristal-oriental (Ophisaurus attenuatus longicaudus), Condado de Gilchrist, Flórida (29 de março de 2021).

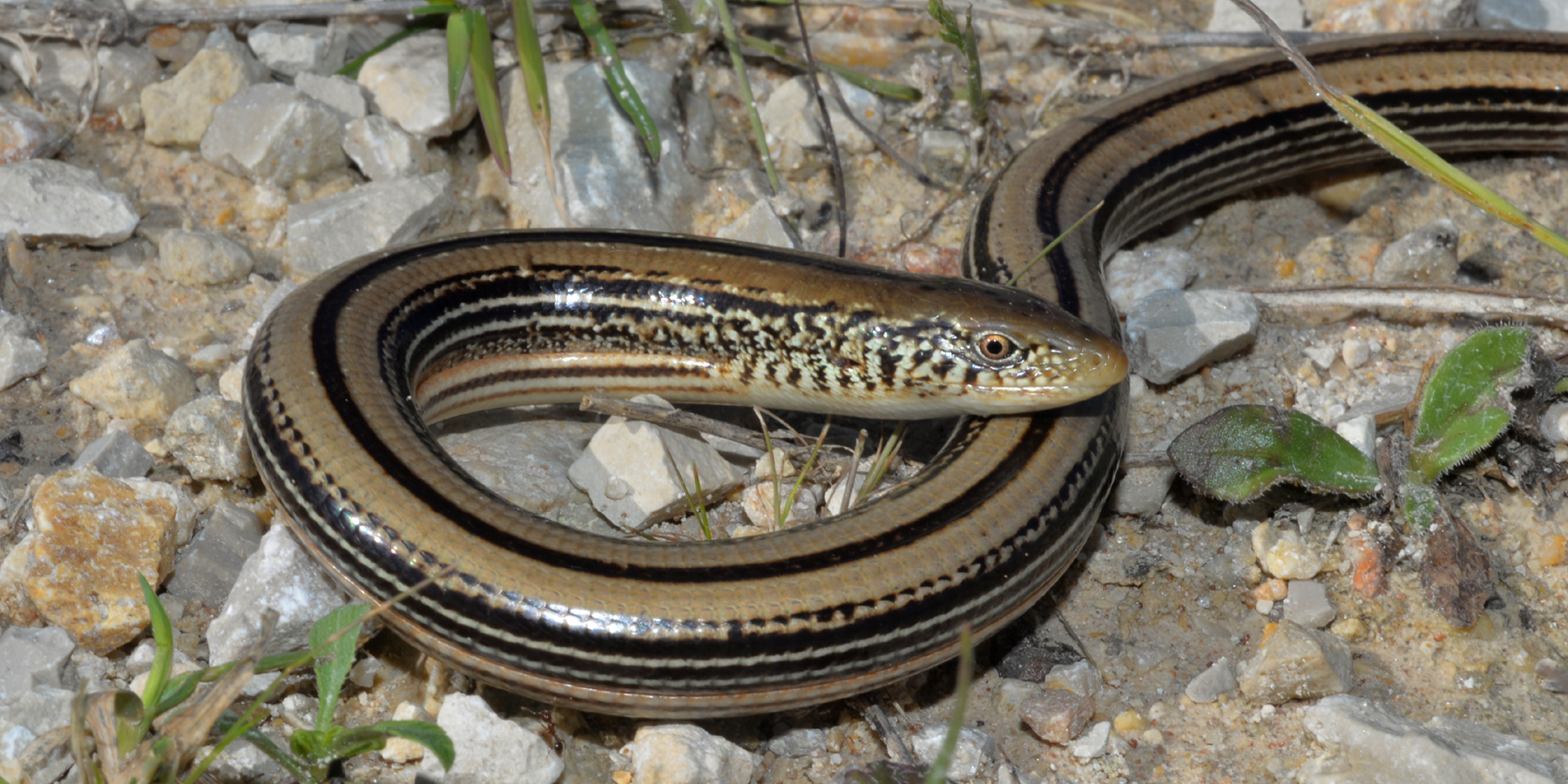
Lagarto-de-cristal-ocidental (Ophisaurus attenuatus attenuatus), Condado de Colorado, Texas (30 de março de 2018).

Os lagartos-de-cristal têm corpos que variam do amarelo ao marrom com seis listras e uma faixa mediana. Às vezes, manchas brancas no meio das escamas do lagarto podem formar listras claras. O O. attenuatus pode atingir um comprimento total de 0,56 m a 0,91 m. A espécie está intimamente relacionada aos lagartos-de-colar. Sua cauda compreende dois terços do comprimento do corpo. Suas escamas são sustentadas por um osteoderma que torna o corpo duro e rígido. A espécie tem um focinho pontudo e uma cabeça não distinta. Os machos e as fêmeas têm tamanhos semelhantes. Suas marcas podem desaparecer à medida que o indivíduo envelhece.
Ao contrário das cobras, eles têm pálpebras e orelhas. Os lagartos-de-cristal têm alguma dificuldade para se movimentar em superfícies lisas porque não têm as grandes placas abdominais e os músculos que as cobras possuem. O corpo de uma cobra é mais flexível do que o dessa espécie e tem escamas de formatos diferentes.

## Comportamento
Os lagartos-de-cristal são principalmente diurnos e podem se mover rapidamente. Se capturado, um espécime pode se debater vigorosamente, fazendo com que parte da cauda caia em um ou mais pedaços. Enquanto um predador em potencial se distrai com a cauda que se agita, o lagarto foge rapidamente. Observações também relataram a capacidade dos lagartos-de-cristal-ocidentais de nadar distâncias consideráveis ao evitar a predação. Sabe-se que eles dormem em tocas emprestadas de outros animais e usam essas tocas para hibernar. A espécie é ativa durante o dia, quando o clima está frio, mas só é ativa durante o amanhecer e o anoitecer, quando a temperatura está quente. Semelhante às cobras, a espécie hiberna em um hibernáculo [en]. A espécie também é conhecida por fazer suas próprias tocas em solo arenoso. O lagarto hiberna de outubro a abril ou maio.
Quando um predador quebra parte de sua cauda, ela nunca volta a crescer completamente, o que faz com que a cauda fique mais curta a cada vez que o lagarto é atacado. Eles são conhecidos como lagartos-de-cristal porque sua cauda pode ser quebrada facilmente. A espécie pode quebrar sua cauda sem ser tocada e a cauda parcial que se regenera é bronzeada, mas não tem o padrão da cauda original. Os pedaços da cauda continuarão a se mover depois de quebrados. Duas crenças comuns são que os pedaços da cauda quebrada podem se transformar em novos lagartos ou se juntar novamente em uma nova cauda. Em um estudo de 1989, 79% dos espécimes na área da população tinham caudas quebradas. É difícil encontrar um lagarto-de-cristal que tenha a cauda inteira. Eles raramente mordem quando são ameaçados. Quando são abordados, o lagarto às vezes fica parado e tenta se misturar à vegetação.

## Distribuição
O O. attenuatus é encontrado no meio-oeste e no sudeste dos Estados Unidos, onde é endêmico, em pradarias, campos antigos ou florestas abertas, geralmente perto da água. Às vezes, também pode ser encontrado em florestas de pinheiros e em detritos feitos pelo homem.

## Dieta e predadores
Os lagartos-de-cristal comem uma variedade de insetos, como gafanhotos, grilos e besouros, e também aranhas, pequenos roedores e caracóis. Eles também são conhecidos por comer pequenos lagartos e pequenas cobras. Ao contrário das cobras, os lagartos-de-cristal não têm mandíbulas flexíveis, o que limita o tamanho das presas que podem consumir. O tamanho do alimento não pode ser maior do que o tamanho da cabeça. Eles procuram comida no subsolo, em tocas. Uma dobra da pele é capaz de expandir o corpo quando estão respirando, comendo uma refeição grande ou quando estão carregando ovos.
Gaviões-de-asa-larga, búteos-de-cauda-vermelha, gambás, coiotes, gatos-do-mato e guaxinins são predadores do lagarto. As cobras que se alimentam do lagarto incluem a corredora-azul (Coluber constrictor), a cobra-de-pescoço-anelado [en] (Diadophis punctatus), a cobra-rei-dos-prados [en] (Lampropeltis calligaster), a Lampropeltis getula e a serpente-mocassim-cabeça-de-cobre (Agkistrodon contortrix).

## Reprodução
O acasalamento geralmente ocorre a cada dois anos, em maio, e eles põem de 5 a 15 ovos no final de junho ou julho. Os ovos eclodem 50 a 60 dias após a postura e a mãe permanece ao lado deles durante todo o período de incubação. Os ovos são colocados sob objetos que possam cobri-los, como por exemplo troncos ou tábuas. Os ovos geralmente eclodem entre agosto e outubro. Os filhotes têm de 10 cm a 13 cm de comprimento e são difíceis de encontrar. A maturidade sexual é atingida aos três ou quatro anos de idade.

## Status de conservação
Embora não seja considerada uma espécie em perigo em nível federal nos Estados Unidos, o lagarto-de-cristal está listado como vulnerável em Iowa e foi listado como espécie em perigo em Wisconsin em 1979. Em Iowa, é ilegal capturá-lo devido ao seu status de vulnerabilidade. As principais ameaças incluem a destruição e a fragmentação do habitat decorrentes do desenvolvimento humano. Os inseticidas também representam uma ameaça para o lagarto, pois eliminam suas presas e podem introduzir toxinas em sua dieta por meio de insetos contaminados.
O Departamento de Recursos Naturais de Iowa [en] recomendou medidas para conservar o lagarto-de-cristal, que são: evitar a queima de pastagens de abril a outubro, remover árvores de forma mecânica em vez de usar produtos químicos e limitar o uso de inseticidas em áreas onde se sabe que o lagarto-de-cristal habita. O Departamento de Recursos Naturais de Wisconsin [en] recomenda, mas não exige, o gerenciamento e a restauração do habitat do lagarto-de-cristal. As sugestões incluem o gerenciamento de áreas à beira da estrada tendo em mente os lagartos, pois essas áreas de grama servem como habitat importante. Recomenda-se também o gerenciamento de espécies de plantas invasoras que invadem os campos.